# 库尔舍韦勒 (滑雪场)

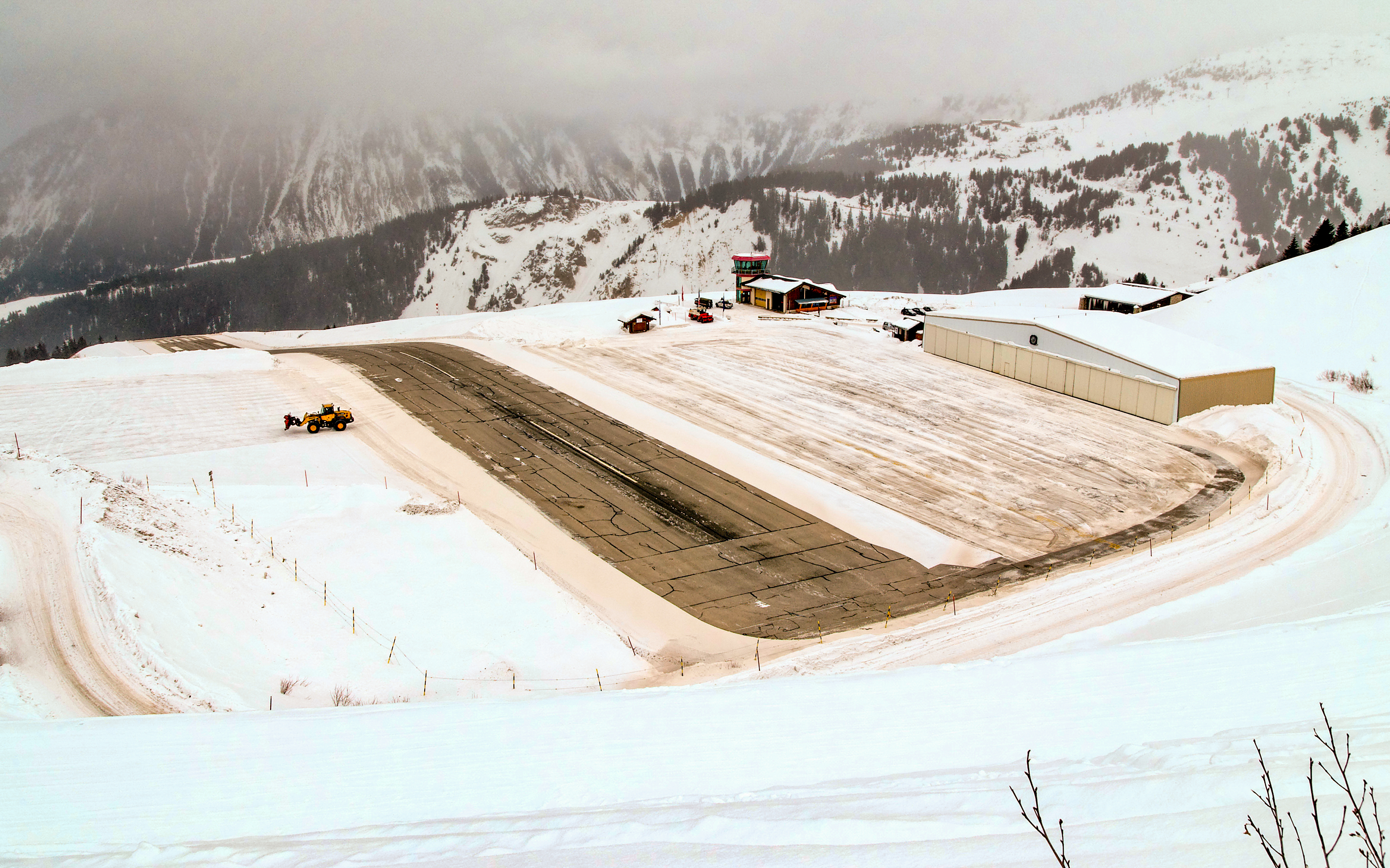
库尔舍韦勒機場

库尔舍韦勒（法語：Courchevel，法語發音：[kuʁʃəvɛl]），又称谷雪維爾或高雪維爾，是位於法國阿爾卑斯山塔朗泰斯山谷的滑雪度假村，亦是三山谷的一部分。库尔舍韦勒有一機場，其跑道僅長525（1,722英尺），而且建於斜度達18.5%的山坡上，曾被美國歷史頻道列為世上最危險機場的第七位。飛機師需要特殊的執照才可以在此升降。
库尔舍韦勒曾由市镇圣邦塔朗泰斯管辖，但圣邦塔朗泰斯于2017年与市镇拉佩里耶尔合并为与库尔舍韦勒同名的新市镇。尽管名称如此，但该市镇的行政中心并不位于库尔舍韦勒，而是位于附近的圣邦塔朗泰斯村。

## 外部連結
- Official site of Courchevel Tourism Office （页面存档备份，存于）
- Official site of Les 3 Vallees
- Cycling up to Courchevel-Altiport: data, profile, map, photos and description （页面存档备份，存于）

45°24′54″N 6°38′02″E / 45.41500°N 6.63389°E